# ألي ماكدونالد
ألي ماكدونالد (بالإنجليزية: Allie MacDonald) هي ممثلة كندية، ولدت في 17 سبتمبر 1988 في كندا. بدأت مشوارها المهني سنة 1998.

## أعمال

### أفلام
- (2012) العقماء[6]

## وصلات خارجية
- ألي ماكدونالد على موقع IMDb (الإنجليزية)
- ألي ماكدونالد على موقع ميتاكريتيك (الإنجليزية)
- ألي ماكدونالد على موقع روتن توميتوز (الإنجليزية)
- ألي ماكدونالد على موقع ألو سيني (الفرنسية)
- ألي ماكدونالد على موقع أول موفي (الإنجليزية)
- ألي ماكدونالد على موقع قاعدة بيانات الفيلم (الإنجليزية)